# فرسان الميدان
فرسان الميدان هو برنامج جماهيري يبث في شهر رمضان المبارك انطلق من قناة اليمن عام 1994م ثم بثته قناة السعيدة موسمي 2008 - 2009م كان من إعداد وتقديم المذيع الراحل يحيى علي علاو حتى عام 2009م. 

البرنامج كان يتكون من عدة فقرات:
- الفقرة الأولى طرح أسئلة ثقافية منوعة على بعض الناس ممن يصادفهم في جميع محافظات اليمن ويحصل صاحب الإجابة الصحيحة على جائزة نقدية.
- الفقرة الثانية كانت عبارة عن جولة ميدانية في إحدى مناطق اليمن (فقرة سياحية) وأحياناً كانت فقرة دينية.
- الفقرة الثالثة عرض بعض الألعاب الشعبية الممارسة في اليمن بطريقة مسابقات، ويحصل الفريق الفائز على بعض الجوائز.

كان برنامج فرسان الميدان من أروع البرامج وأشهرها وكان له الكثير من المتابعين، وأسهم كثيراً في إثراء المعلومات الثقافية واللغوية والدينية والسياحية، وكان المذيع الراحل يحيى علي علاو يجوب مناطق اليمن شرقها وغربها وشمالها وجنوبها لتصوير البرنامج، وكان عادة يستغرق من 9 إلى 10 أشهر في التصوير.
ولا ننسى العبارة الأشهر التي كان يرددها يحيى علاو عند نهاية كل حلقة ((هنا نحط الرحال)) فتارة يحط الرحال في تعز وتارة في مأرب وتارة في عدن وتارة في المهرة وتارة في حضرموت.
أما شارة البرنامج فكانت بهذه الكلمات الرائعة التي ظلت ولم تتغير حتى توقف البرنامج برحيل الإعلامي يحيى علي علاو.
جئناكم في كل مكان في يمن، يمن الإيمان

نمضي في ركب الفرسان، فرسان الميدان